# Famille Loreto de Nebbio
 (août 2024).
La famille Loreto  sont une puissante famille aristocratique de Corse au Moyen Âge, dès le XIIe siècle. Elle a donné la lignée des Loreto de Nebbio, seigneurs de Nebbio, dans le « Deça des Monts ».

## Origine des Loreto
Les seigneurs de Loreto sont originaires d'un modeste habitat homonyme dans la piève de Rosolo (diocèse de Nebbio), installé sur un petit éperon à flanc de montagne d'où l'on domine le bassin de Nebbio. Ils apparaissent durant la première moitié du XIIe siècle, comme témoins de donations effectuées par les évêques de Nebbio en faveur de l'abbaye de San Gorgonio de la Gorgone.

## Les seigneurs de Loreto
« Nous savons peu de choses des membres de ce lignage, hormis d'Orlando et de son frère Giovanninello, fils de Sarraceno et peut-être petits-fils de Rolando de Nebbio qui figurent dans deux actes en 1206. »

— Daniel Istria in Pouvoirs et fortifications dans le nord de la Corse : du XIe siècle au XIVe siècle

### Généalogie des Loreto
|  |  |                  |                  |                  |                  |                  |                  |                 |                 |                      |                      |                      |                      |                      |                      |                        |                        |                        |                        |                        |                        |                  |                  |  |  |                      |                      |                      |                      |                      |                      |  |  |
|  |  |                  |                  |                  |                  |                  |                  |                 |                 |                      |                      |                      |                      |                      |                      |                        |                        |                        |                        |                        |                        |                  |                  |  |  |                      |                      |                      |                      |                      |                      |  |  |
|  |  | Ansufredi (1144) | Ansufredi (1144) | Ansufredi (1144) | Ansufredi (1144) | Ansufredi (1144) | Ansufredi (1144) |                 |                 |                      |                      |                      |                      |                      |                      |                        |                        | Sarracino (1137)       | Sarracino (1137)       | Sarracino (1137)       | Sarracino (1137)       | Sarracino (1137) | Sarracino (1137) |  |  |                      |                      |                      |                      |                      |                      |  |  |
|  |  | Ansufredi (1144) | Ansufredi (1144) | Ansufredi (1144) | Ansufredi (1144) | Ansufredi (1144) | Ansufredi (1144) |                 |                 |                      |                      |                      |                      |                      |                      |                        |                        | Sarracino (1137)       | Sarracino (1137)       | Sarracino (1137)       | Sarracino (1137)       | Sarracino (1137) | Sarracino (1137) |  |  |                      |                      |                      |                      |                      |                      |  |  |
|  |  |                  |                  |                  |                  |                  |                  |                 |                 |                      |                      |                      |                      |                      |                      |                        |                        | Rolando (1207)         |                        |                        |                        |                  |                  |  |  |                      |                      |                      |                      |                      |                      |  |  |
|  |  |                  |                  |                  |                  |                  |                  |                 |                 |                      |                      |                      |                      |                      |                      |                        |                        |                        |                        |                        |                        |                  |                  |  |  |                      |                      |                      |                      |                      |                      |  |  |
|  |  |                  |                  |                  |                  |                  |                  |                 |                 |                      |                      |                      |                      |                      |                      |                        |                        | Johanne (1235)         |                        |                        |                        |                  |                  |  |  |                      |                      |                      |                      |                      |                      |  |  |
|  |  |                  |                  |                  |                  |                  |                  |                 |                 |                      |                      |                      |                      |                      |                      |                        |                        |                        |                        |                        |                        |                  |                  |  |  |                      |                      |                      |                      |                      |                      |  |  |
|  |  |                  |                  |                  |                  |                  |                  |                 |                 |                      |                      |                      |                      |                      |                      |                        |                        | Sarracino († av. 1289) |                        |                        |                        |                  |                  |  |  |                      |                      |                      |                      |                      |                      |  |  |
|  |  |                  |                  |                  |                  |                  |                  |                 |                 |                      |                      |                      |                      |                      |                      |                        |                        |                        |                        |                        |                        |                  |                  |  |  |                      |                      |                      |                      |                      |                      |  |  |
|  |  |                  |                  |                  |                  |                  |                  |                 |                 |                      |                      |                      |                      |                      |                      |                        |                        |                        |                        |                        |                        |                  |                  |  |  |                      |                      |                      |                      |                      |                      |  |  |
|  |  |                  |                  |                  |                  |                  |                  |                 |                 | Orlando († av. 1264) | Orlando († av. 1264) | Orlando († av. 1264) | Orlando († av. 1264) | Orlando († av. 1264) | Orlando († av. 1264) |                        |                        |                        |                        |                        |                        |                  |                  |  |  | Giovanninello (1289) | Giovanninello (1289) | Giovanninello (1289) | Giovanninello (1289) | Giovanninello (1289) | Giovanninello (1289) |  |  |
|  |  |                  |                  |                  |                  |                  |                  |                 |                 | Orlando († av. 1264) | Orlando († av. 1264) | Orlando († av. 1264) | Orlando († av. 1264) | Orlando († av. 1264) | Orlando († av. 1264) |                        |                        |                        |                        |                        |                        |                  |                  |  |  | Giovanninello (1289) | Giovanninello (1289) | Giovanninello (1289) | Giovanninello (1289) | Giovanninello (1289) | Giovanninello (1289) |  |  |
|  |  |                  |                  |                  |                  |                  |                  |                 |                 | Rolanducello         |                      |                      |                      |                      |                      |                        |                        |                        |                        |                        |                        |                  |                  |  |  |                      |                      |                      |                      |                      |                      |  |  |
|  |  |                  |                  |                  |                  |                  |                  |                 |                 |                      |                      |                      |                      |                      |                      |                        |                        |                        |                        |                        |                        |                  |                  |  |  |                      |                      |                      |                      |                      |                      |  |  |
|  |  |                  |                  |                  |                  |                  |                  |                 |                 |                      |                      |                      |                      |                      |                      |                        |                        |                        |                        |                        |                        |                  |                  |  |  |                      |                      |                      |                      |                      |                      |  |  |
|  |  |                  |                  | Nerio (1324-25)  | Nerio (1324-25)  | Nerio (1324-25)  | Nerio (1324-25)  | Nerio (1324-25) | Nerio (1324-25) |                      |                      |                      |                      |                      |                      | Saracinuccio (1324-25) | Saracinuccio (1324-25) | Saracinuccio (1324-25) | Saracinuccio (1324-25) | Saracinuccio (1324-25) | Saracinuccio (1324-25) |                  |                  |  |  |                      |                      |                      |                      |                      |                      |  |  |

## La seigneurie Loreto de Nebbio
En 1091, le pape Urbain II, ayant compris combien il était difficile de gouverner les populations de l'île, l'offre à la république de Pise qui la gouvernerait au nom de l'Église. Après une courte période de paix, les Pisans, paisibles possesseurs de l'île, se trouvèrent alors engagés dans des guerres difficiles et ils y avaient presque perdu toute autorité. L'île était devenue profondément troublée, et comme autrefois, une partie était soumise aux seigneurs et aux gentilshommes, l'autre avait repris le régime populaire, sous des comtes. La plupart des populations se révoltèrent contre les Pisans qui occupaient encore quelques postes dans l'île.
En 1123, sollicité par les Génois, le pape Innocent II élève à la dignité archiépiscopale dans l'église de Gênes, 3 évêques en Corse, Mariana, Accia et Nebbio. Les évêques de Nebbio exerçaient la juridiction temporelle sur une étendue de plus de dix milles autour de l'église cathédrale de Nebbio ; les gens du pays appelaient ce domaine il circolo del Vescovato ou il circolo di Santa Maria di Nebbio.
Vers le milieu du XIIIe siècle, l'évêque de Nebbio est propriétaire d'un grand domaine centré sur la cathédrale et englobant la presque totalité du bassin de l'Aliso. Il est en compétition avec les seigneurs laïques dans le Nebbio. Les châteaux de cette région sont situés au point de contact entre la zone collinaire et la plaine, en limite même de cette curtis épiscopale. Ils dessinent une ligne continue et sont très proches les uns des autres.
Dans le serment de fidélité de 1289, les huit castra cités sont situés dans cette zone contestée. Selon Daniel Istria, on peut penser que, durant la seconde moitié du XIIe siècle ou les premières décennies du XIIIe siècle, des laïques ont érigé des châteaux afin d'étendre leurs possessions au détriment de l'évêque de Nebbio. Les prospections archéologiques ont montré l'absence de fortifications dans sa seigneurie, à l'exception de la cathédrale protégée par une tour et une enceinte, qui délimite une civita et non un castrum.
Trois phases semblent marquer la formation de la seigneurie de Loreto. Les petites seigneuries qui ont émergé autour de la curtis de l'évêque de Nebbio, probablement dans le courant de la seconde moitié du XIIe siècle ou du tout début du XIIIe siècle, sont en partie absorbées par les seigneurs de Bagnaia avant 1247. Puis, avant 1289, elles sont récupérées et englobées dans la nouvelle seigneurie de Giovanninello de Loreto. Profitant des rivalités pisano-génoises, celui-ci étend ses possessions vers l'est et vers l'ouest, soit en annexant de vieilles fortifications, soit en en bâtissant de nouvelles.

### Orlando de Nebbio
Mariana, Nebbio et une partie de la piève d'Orto, après avoir repris le régime populaire, se firent la guerre. Une cause futile fit naître des inimitiés entre la piève de Rosolo, celle de Nebbio et une partie de la piève d'Orto. La guerre régnait entre les habitants de ces pays. Ceux du Nebbio avaient pour chef Orlando de Pietra all'Arretta ; les hommes d'Orto et de Mariana avaient à leur tête, Giovanni de Bagnaia. « Bagnaia se trouvait au-dessous de l'endroit où est aujourd'hui la route de Borgo, village qui a ce moment n'existait pas encore. ». Giovanni fit construire un château à Biguglia. Orlando, de son côté, construisit un château à Piet'all'Arretta.
les Avogari qui occupaient Nonza et le pays environnant, songèrent à profiter de l'embarras des autres pour agrandir leur seigneurie. Ils occupèrent la Pietra de Patrimonio avec toute la vallée et s'emparèrent à deux reprises de Farinole ; mais ils en furent chassés par Orlando qui se fit seigneur du Nebbio.
Les partisans d'Orlando et ceux de Giovanni de Bagnaia, prétendant avoir des droits sur l'étang de Chiurlino, en vinrent à une contestation. Orlando et Giovanni conviennent d'un rendez-vous à la Canonica pour arranger l'affaire. Au jour dit, Orlando alla loyalement au rendez-vous avec une faible escorte. Les Bagnaninchi plus nombreux, se jetèrent en masse sur Orlando et le tuèrent.

### Giovanninello de Nebbio
Après le meurtre de son frère, Giovanninello prit sa succession.
 
Depuis que Giudice de Cinarca était seigneur de la Corse, il était habituel que tous les principaux personnages de l'île se rendissent chez lui chaque année pour célébrer la fête de Pâques. Ce fut pendant une de ces fêtes que Giudice et Giovanninello de Pietr'all'Arretta di Nebbio se brouillèrent, Giovanninello prétendant avoir été outragé par Giudice. La guerre éclata entre Giudice et Giovanninello et dura quatre ans, quatre années de meurtres et de destruction. À la fin, en 1268, Giudice en sortit victorieux. Il chassa de la Corse Giovanninello et tous ses partisans, et distribua leurs biens à ceux de ses gens qui étaient leurs voisins.

« Giovanninello, voyant que Giudice avait fait la paix avec les Génois, ne manqua pas de resserrer les liens d'amitié qui l'unissaient déjà à eux. Pour se mettre en garde contre tout danger, il envoya à Gênes, comme procurateur, Emanuele Da Mare, ainsi qu'en fait foi une pièce de la main de Bulferi, écrite le 20 juillet 1289. Emanuele comparut donc devant Oberto Spinola et Corrado d'Oria ; il leur fit donation des châteaux, terres, villages, en un mot de tout ce qui était soumis en Corse à l'autorité de Giovanninello, c'est-à-dire des châteaux de Patrimonio, de Montalto, de Poggio Pinzuto, de la Croce, de Montaggione, de Tuda, de Longhetta, de Pietr'all'Arretta, de S. Damiano, de Brumica, de Porretto, de Montebello et de Pietra di Bugno. En retour, Beltramo de Cartano, milanais, Podestat de Gênes, Oberto Spinola et Corrado d'Oria, du consentement des Anciens réunis en Conseil, admirent Giovanninello au nombre des citoyens de Gênes. En outre, tous les châteaux et territoires désignés ci-dessus furent par les susdits Oberto Spinola et Corrado d'Oria, et du consentement des Anciens, laissés à Giovanninello à titre de fief de noblesse. »

— Giovanni della Grossa in Chronique Histoire de la Corse - Tome 1 p. 192.

## Les fortifications
C'est dans la forteresse de Biguglia, l'une des plus importantes du nord de l'île aux XIIIe et XIVe siècles, que Luchetto Doria assiège en 1289 et où il s'installe pour recevoir les serments de fidélité des seigneurs de la région. Cette année là, Giovaninello y prêta serment et fit donation de tous ses biens. L'acte par lequel Giovanninello cédait l'ensemble de ses possessions, puis les reprenait en fief, montre une grande seigneurie homogène qui a englobé l'ensemble des châteaux. Cet acte énumère les fortifications qui sont sous son contrôle in insula Corsice, in districtu Negii et a podiis ultra : Patrimonio, Montemagna, Poggio Pinzutu, Croce, Montaioni (Montaggione), Tuda, Longhetta, Petraloreta, San Damiano, Brumica, Pureto, Montebello, Petradibugna, soit les châteaux de Patrimonio, de Montalto, de Poggio Pinzuto, de la Croce, de Montaggione, de Tuda, de Longhetta, de Pietr'all'Arretta, de S. Damiano, de Brumica, de Porretto, de Montebello et de Pietra di Bugno.

### Castello de Patrimonio
Dans le serment de Giovanninello de Loreto, en 1289, c'est le castello de Patrimonio (la Pietra de Patrimonio) qui apparaît le premier. En 1247 il est encore indivis.  Au début du XIVe siècle, Guglielminuccio et Orlando Cortinco revendiquent une partie de l'héritage de leur grand-mère, une Loreto de Nebbio. Leur grand-oncle, Rolanducello refusant le partage, c'est les armes à la main que les Cortinchi présentent leur requête et s'emparent de sa seigneurie. Ils investissent alors, en premier lieu, le château de Patrimonio (de la Tozza). En 1324, Jacques II d'Aragon confie le château au génois  Nicolo Doria et, entre 1348 et 1351, il est défendu par un capitaine avec une garnison de quinze arbalétriers. En mai 1349, le châtelain est Nicolo di Bavari avec 15 arbalétriers et en avril 1350, c’est Leonardo de Medianocte  et 11 hommes.